# 2008年北京オリンピックのカメルーン選手団
2008年北京オリンピックのカメルーン選手団（2008ねんペキンオリンピックのカメルーンせんしゅだん）は、2008年8月8日から8月24日にかけて中国の北京を主として開催された2008年北京オリンピックのカメルーン選手団、およびその競技結果。

## 概要
今大会は金メダル1個を獲得した。

## メダル
| メダル | 選手名                   | 競技 | 種目       |
| ------ | ------------------------ | ---- | ---------- |
| 金     | フランソワーズ・ムバンゴ | 陸上 | 女子三段跳 |